# جبال فريا

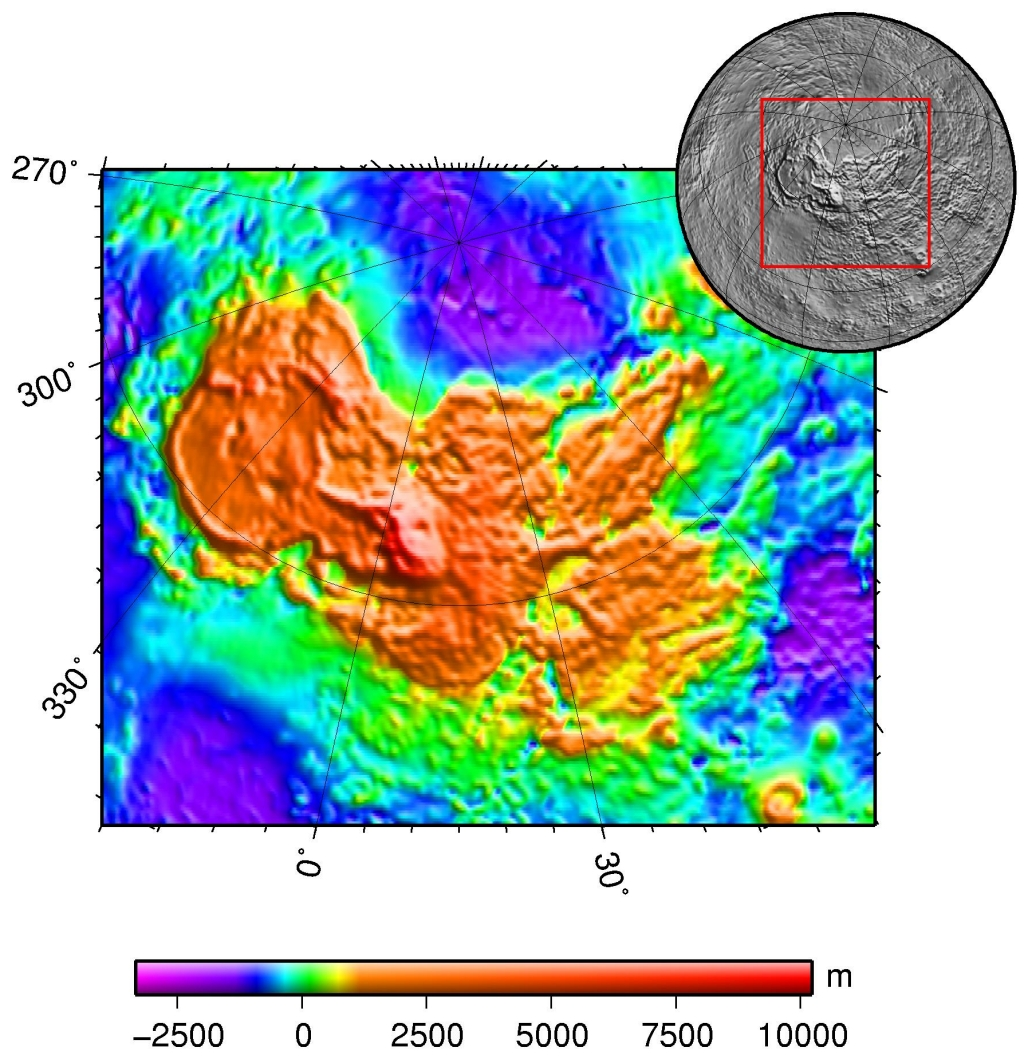

جبال فريا (بالإنجليزية: Freyja Montes)‏ هي إحدى سلاسل الجبال على كوكب الزهرة.

## الإحداثيات
74°06′N 333°48′E / 74.1°N 333.8°E

يقع في 74.1 درجة على العرض الجغرافي شمالاً وفي 333.8 درجة على الطول الجغرافي شرقاً.

## الأبعاد
القطر أو أطول بعد للتضاريس بالكيلومترات هو 579.0.

## حالة إعتماد الاسم
تم اعتماده من الجمعية العامة للاتحاد الفلكي الدولي (IAU).

## أصل التسمية
على اسم فريا، إلهة الخصوبة في الأساطير الإسكندنافية.